# 1965 a sportban
1965 főbb sporteseményei a következők voltak:
- Jim Clark megszerzi második Formula–1-es világbajnoki címét a Lotus csapattal.
- Kötöttfogású birkózó-világbajnokság Tamperében. A magyar csapatból Kiss Ferenc és Kozma István egy-egy ezüstérmet szerez.
- Szabadfogású birkózó-világbajnokság Manchesterben. A magyar csapatból Ölveti László bronzérmes.
- Női teremkézilabda-világbajnokság a Német Szövetségi Köztársaságban. A magyar csapat világbajnoki címet nyer.
- Öttusa-világbajnokság Lipcsében. Balczó András és a magyar csapat aranyérmes.
- Súlyemelő-világbajnokság Teheránban. Földi Imre megszerzi első világbajnoki aranyérmét, Ecser Károly és Tóth Géza bronzérmes.
- Evezős-Európa-bajnokság Duisburgban. A magyar csapat egy arany- és egy bronzérmet nyer.
- Kajak–kenu-Európa-bajnokság Snagovban. A magyar csapat két arany-, három ezüst- és négy bronzérmet nyer.
- Ökölvívó-Európa-bajnokság Berlinben. A magyar csapatból Szénási Ernő bronzérmes.
- Sakk-Európa-bajnokság Hamburgban. A magyar férfi csapat a harmadik helyen végez.
- Súlyemelő-Európa-bajnokság Szófiában. A magyar csapatból Ecser Károly arany-, Földi Imre ezüstérmes.
- Nyári Universiade Budapesten. A magyar csapat tizenhat arany-, nyolc ezüst- és tizennégy bronzérmet nyer.

## Labdarúgás
| Kiírás                       | Győztes         | Ezüstérmes   | Bronzérmes       |
| ---------------------------- | --------------- | ------------ | ---------------- |
| Magyar bajnokság             | Budapesti Vasas | Ferencváros  | Újpesti Dózsa    |
| Magyar labdarúgókupa         | Győri Vasas ETO | Diósgyőr     | -                |
| Bajnokcsapatok Európa-kupája | Internazionale  | Benfica      | -                |
| Kupagyőztesek Európa-kupája  | West Ham        | 1860 München | -                |
| Vásárvárosok kupája          | Ferencváros     | Juventus     | -                |
| Afrikai nemzetek kupája      | Ghána           | Tunézia      | Elefántcsontpart |

## Születések
- január 10. – Zetti, világbajnok brazil válogatott labdarúgókapus, edző
- január 11. – Christoph Westerthaler, osztrák válogatott labdarúgó, középpályás, csatár, edző († 2018)
- február 11. – Roberto Moya, olimpiai bronzérmes és pánamerikai játékok győztes kubai atléta, diszkoszvető († 2020)
- február 21. – Evair, brazil válogatott labdarúgó
- február 27. – Oliver Reck, Európa-bajnok, olimpiai bronzérmes német labdarúgó, kapus, edző
- március 3. – Dragan Stojković, olimpiai bronzérmes jugoszláv és szerb válogatott labdarúgó
- március 22. – Takeda Nobuhiro, japán labdarúgó
- március 23. – Antônio Benedito da Silva, brazil válogatott labdarúgó
- március 25. – Frank Ordenewitz, német válogatott labdarúgó
- április 5. – Mike Bliss, NASCAR Truck Series-bajnok amerikai autóversenyző
- április 19. – Melitta Rühn, világbajnok és olimpiai ezüstérmes román szertornász, edző
- április 20. – Paul Jerrard, Calder-kupa-győztes kanadai jégkorongozó, edző († 2023)
- április 29. – Felipe Miñambres, spanyol válogatott labdarúgó
- május 3. – Sorin Vlaicu, román válogatott labdarúgó
- május 8. – Kelcie Banks, amerikai ökölvívó
- május 15. – Raí, világbajnok brazil válogatott labdarúgó
- május 16. – Rodica Dunca, világbajnok, olimpiai ezüst és Europa-bajnoki bronzérmes román szertornász, edző, balerina
- május 27. – Pat Cash, ausztrál teniszező
- június 1.
  - Larisza Jevgenyjevna Lazutyina, ötszörös olimpiai bajnok orosz sífutónő
  - Nigel Short, angol sakknagymester
- június 11. – Rogelio Marcelo, olimpiai bajnok kubai ökölvívó
- június 21. – Jeff Madill, kanadai jégkorongozó
- június 27. – Stéphane Paille, francia válogatott labdarúgó, csatár, edző († 2017)
- június 29. – Markocsán Sándor, magyar atléta, edző
- július 2. – Dulce García, pánamerikai bajnok kubai atléta, gerelyhajító, olimpikon († 2019)
- július 7. – Robert Fowler, amerikai jégkorongozó
- július 16. – Michel Desjoyeaux, francia tengerész és szólóvitorlázó
- július 18. – Rolando Arrojo, olimpiai bajnok kubai baseballjátékos
- július 23. – Jörg Stübner, keletnémet válogatott német labdarúgó, középpályás († 2019)
- július 27. – Trifon Ivanov, bolgár válogatott labdarúgókapus († 2016)
- július 31. – Omar Ajete, olimpiai bajnok kubai baseballjátékos
- augusztus 4. – Sige Jumiko, olimpiai ezüstérmes japán vitorlázó († 2018)
- augusztus 5. – Dorin Mateuţ, román válogatott labdarúgó
- augusztus 11. – Gunnar Halle, norvég válogatott labdarúgóhátvéd, edző
- augusztus 12. – Szebenszky Anikó, magyar gyalogló, olimpikon
- augusztus 25. – David Taylor (labdarúgó), walesi labdarúgó
- szeptember 1. – Simon Tibor, labdarúgó († 2002)
- szeptember 7. – Darko Pancsev, aranycipős, macedón labdarúgó
- szeptember 13. – Adam Krzesiński, világ- és Európa-bajnok, olimpiai ezüstérmes lengyel tőrvívó
- szeptember 16. – Juan Padilla Alfonso, olimpiai bajnok kubai baseballjátékos
- október 5.
  - Mario Lemieux, olimpiai bajnok, Stanley-kupa-győztes, jégkorong-világkupa győztes, HHOF-tag, kanadai jégkorongozó, klubtulajdonos
  - Patrick Roy, Stanley-kupa-győztes, a Jégkorong Hírességek Csarnokának és a Nemzetközi Jégkorongszövetség Hírességek Csarnokának is a tagja, kanadai jégkorongozó, edző
- október 8. – Tamási Zsolt, magyar labdarúgóedző
- október 11. – Orlando Hernández, olimpiai és World Series bajnok kubai baseballjátékos
- október 20. – Vicente Engonga, egyenlítői-guineai származású spanyol válogatott labdarúgó, edző
- november 7. – Sigrun Wodars, német atléta
- november 8. – Mini Jakobsen, norvég válogatott labdarúgó-középpályás
- november 15. – İlqar Məmmədov, szovjet-azeri születésű, a Szovjetunió és Oroszország képviseletében is olimpiai bajnok, szovjet színekben világbajnok tőrvívó, edző, versenybíró, sportvezető, az orosz fegyveres erők ezredese
- november 20. – Jimmy Vasser, amerikai autóversenyző, IndyCar World Series-bajnok
- november 22. – Vincent Guérin, francia válogatott labdarúgó
- november 27. – Anvar Kamilevics Ibragimov, szovjet színekben olimpiai bajnok, Oroszország képviseletében világbajnoki ezüstérmes baskír tőrvívó, edző
- december 3. – Katarina Witt, német műkorcsolyázónő
- december 9. – Gheorghe Mihali, román válogatott labdarúgó
- december 30. – Esszám Abd el-Fattáh, egyiptomi labdarúgó-játékvezető

## Halálozások
- január 4. – Bihari Ferenc, magyar válogatott labdarúgó, kapus (* 1890)
- január 7. – Bert Whaling, World Series bajnok amerikai baseballjátékos (* 1888)
- január 11. – Wally Pipp, World Series bajnok amerikai baseballjátékos (* 1893)
- január 20. – Nick Altrock, World Series bajnok amerikai baseballjátékos (* 1876)
- január 28. – Billy Sullivan, World Series bajnok amerikai baseballjátékos (* 1875)
- január 19. – Arnold Luhaäär, olimpiai ezüst- és bronzérmes észt súlyemelő (* 1905)
- január 30. – Babe Slater, kétszeres olimpiai bajnok amerikai rögbijátékos (* 1896)
- február 1. – José Durand Laguna, argentin válogatott labdarúgó, edző (* 1885)
- február 15. – Rolf Lefdahl, olimpiai ezüstérmes norvég tornász (* 1882)
- február 17. – Larry Gilbert, World Series bajnok amerikai baseballjátékos (* 1891)
- február 28. – Jens Chievitz, dán tornász, olimpikon (* 1889)
- március 6.
  - Sonja Graf, német-amerikai sakkozónő, női nemzetközi mester (* 1908)
  - Wally Schang, World Series bajnok amerikai baseballjátékos (* 1889)
- március 11. – Søren Sørensen, olimpiai ezüstérmes dán tornász (* 1897)
- március 19. – Pierre Chayriguès, francia válogatott labdarúgó, olimpikon (* 1892)
- április 5. – Szalay Sándor, Európa-bajnok műkorcsolyázó (* 1893)
- április 13. – Gheorghe Ciolac, román válogatott labdarúgó (* 1908)
- április 18. – Renzo Minoli, olimpiai és világbajnok olasz párbajtőrvívó (* 1904)
- április 23. – Herold Jansson, olimpiai bajnok dán tornász (* 1899)
- április 25. – Roberto Battaglia, olimpiai és világbajnok olasz párbajtőrvívó (* 1909)
- április 29. – Finn Münster, olimpiai bajnok norvég tornász (* 1887)
- május 2. – Julianus Wagemans, olimpiai ezüstérmes belga tornász (* 1890)
- május 3. – Keserű Alajos, olimpiai bajnok vízilabdázó (* 1905)
- május 15. – Hans Beyer, olimpiai bajnok norvég tornász (* 1889)
- május 29. – Mike McNally, World Series bajnok amerikai baseballjátékos (* 1893)
- június 1. – Curly Lambeau, NFL-bajnok amerikai amerikai futballista, edző, Pro Football Hall of Fame-tag (* 1898)
- július 1.
  - Pietro Bianchi, olimpiai bajnok olasz tornász (* 1883)
  - Herbert Drury, kanadai születésű amerikai jégkorongozó, kétszeres olimpiai ezüstérmes († 1895)
- július 6.
  - Jean-Maurice Goossens,  belga olimpikon, jégkorongozó (* 1892)
  - Jimmy Ring, World Series bajnok amerikai baseballjátékos (* 1895)
- július 21.
  - Hugh Bedient, World Series bajnok amerikai baseballjátékos (* 1889)
  - Robert Sjursen, olimpiai bajnok norvég tornász (* 1891)
- július 27. – Harry Lunte, World Series bajnok amerikai baseballjátékos (* 1892)
- augusztus 1. – Haldor Halderson, olimpiai bajnok, Stanley-kupa-győztes kanadai jégkorongozó (* 1900)
- augusztus 11. – Harald Halvorsen, olimpiai bajnok norvég tornász (* 1878)
- szeptember – Enoch West, angol labdarúgó (* 1886)
- szeptember 7. – Robert Benson, olimpiai bajnok kanadai amatőr jégkorongozó (* 1894)
- szeptember 9. – Louis Baillon, olimpiai bajnok brit gyeplabdázó (* 1881)
- szeptember 13. – Maurice del Valle, francia jégkorongozó, olimpikon (* 1883)
- október 23. – Chick Shorten, World Series bajnok amerikai baseballjátékos (* 1892)
- október 28. – Walter Barbare, amerikai baseballjátékos (* 1891)
- december 11. – Luigi Maiocco, olimpiai bajnok olasz tornász (* 1892)